# Ворањо (Торино)
Ворањо је насеље у Италији у округу Торино, региону Пијемонт.
Према процени из 2011. у насељу је живело 75 становника. Насеље се налази на надморској висини од 744 м.